# Stazione di Kosugi (Imizu)
La stazione di Kosugi (小杉駅?, Kosugi-eki) è una stazione ferroviaria della città di Imizu, nella prefettura di Toyama in Giappone. La stazione è gestita dalla JR West e serve la linea principale Hokuriku.

## Linee
JR West
■ Linea principale Hokuriku

## Struttura
La fermata è costituita da un marciapiede laterale e uno a isola con due binari passanti. Le banchine sono collegate al fabbricato viaggiatori da un sovrappassaggio, e sono presenti servizi igienici, biglietteria automatica e presenziata.
| 1   | ■ Linea principale Hokuriku | per Toyama e Naoetsu |
| 2-3 | ■ Linea principale Hokuriku | per Kanazawa e Fukui |

## Stazioni adiacenti
| 《                        | Servizio                      | 》                        |
| Linea principale Hokuriku | Linea principale Hokuriku     | Linea principale Hokuriku |
| ------------------------- | ----------------------------- | ------------------------- |
| Etchū-Daimon              | Locale                        | Kureha                    |
| Takaoka ←                 | Rapido Holiday Liner Kanazawa | ← Toyama                  |